# Кенія на літніх Олімпійських іграх 1972
Кенія на літніх Олімпійських іграх 1972 року в Мюнхені була представлена 57 спортсменами (55 чоловіками та 2 жінками) у 4 видах спорту: легка атлетика, бокс, хокей на траві та стрільба. Прапороносцем на церемонії відкриття Олімпійських ігор був стиплчейзер Кіпчоге Кейно.
Країна вп'яте брала участь у літніх Олімпійських іграх. Кенійські олімпійці здобули 9 медалей — дві золотих, три срібних та чотири бронзових. У неофіційному заліку Кенія зайняла 19 загальнокомандне місце.

## Медалісти
| Медаль | Спортсмен                                               | Вид спорту     | Дисципліна                     |
| ------ | ------------------------------------------------------- | -------------- | ------------------------------ |
| Золото | Кіпчоге Кейно                                           | Легка атлетика | 3000 м з перешкодами, чоловіки |
| Золото | Джуліус Санг, Чарльз Асаті, Муньоро Ньямау, Роберт Оуко | Легка атлетика | естафета 4×400 м, чоловіки     |
| Срібло | Бен Джипчо                                              | Легка атлетика | 3000 м з перешкодами, чоловіки |
| Срібло | Кіпчоге Кейно                                           | Легка атлетика | 1500 м, чоловіки               |
| Срібло | Філіп Варуїнге                                          | Бокс           | до 57 кг, чоловіки             |
| Бронза | Джуліус Санг                                            | Легка атлетика | 400 м, чоловіки                |
| Бронза | Майк Бойт                                               | Легка атлетика | 800 м, чоловіки                |
| Бронза | Самуель Мбугуа                                          | Бокс           | до 605 кг, чоловіки            |
| Бронза | Річард Мурунга                                          | Бокс           | до 67 кг, чоловіки             |

## Бокс
| Спортсмен      | Категорія | Перший раунд                 | Другий раунд                    | Третій раунд                   | Чвертьфінал                   | Півфінал                         | Фінал                      | Місце |
| Спортсмен      | Категорія | Суперник Результат           | Суперник Результат              | Суперник Результат             | Суперник Результат            | Суперник Результат               | Суперник Результат         | Місце |
| -------------- | --------- | ---------------------------- | ------------------------------- | ------------------------------ | ----------------------------- | -------------------------------- | -------------------------- | ----- |
| Фелікс Майна   | до 51 кг  | Bye                          | Франко Уделла (ITA) L 0:5       | не пройшов                     | не пройшов                    | не пройшов                       | не пройшов                 | 17    |
| Джон Ндеру     | до 54 кг  | Bye                          | Едуардо Барраган (COL) W 4:1    | Кім Чон Ік (PRK) W 4:1         | Джордж Терпін (GBR) L 1:4     | не пройшов                       | не пройшов                 | 5     |
| Філіп Варуїнге | до 57 кг  | Bye                          | Джаббар Фелі (IRI) W 4:1        | Могамед Салах Амін (EGY) W 5:0 | Йоуко Ліндберг (FIN) W 4:1    | Клементе Рохас (COL) W 3:2       | Борис Кузнецов (URS) L 2:3 | 2     |
| Самуель Мбугуа | до 60 кг  | Bye                          | Гірмайє Габре (ETH) W 5:0       | Мунісвані Вену (IND) W 5:0     | Свен Ерік Польсен (NOR) W 4:1 | Ян Щепаньський (POL) L walk-over | не пройшов                 | 3     |
| Річард Мурунга | до 67 кг  | Bye                          | Альфонс Ставський (POL) W 4:1   | Вартекс Парсанян (IRI) W TKO-3 | Серхіо Лосано (MEX) W KO-1    | Кайді Янош (HUN) L 1:4           | не пройшов                 | 3     |
| Девід Аттан    | до 71 кг  | Bye                          | Мікоо Саарінен (FIN) L TKO-2    | не пройшов                     | не пройшов                    | не пройшов                       | не пройшов                 | 17    |
| Пітер Дула     | до 75 кг  | Bye                          | Вітольд Стахурський (POL) L 1:4 | Н/Д                            | не пройшов                    | не пройшов                       | не пройшов                 | 9     |
| Стівен Тега    | до 81 кг  | Реймонд Рассел (POL) L TKO-2 | не пройшов                      | не пройшов                     | не пройшов                    | не пройшов                       | не пройшов                 | 17    |

## Легка атлетика
Трекові та шосейні дисципліни
| Спортсмен                                            | Дисципліна                     | Гіт       | Гіт     | Чвертьфінал | Чвертьфінал  | Півфінал   | Півфінал   | Фінал        | Фінал        |
| Спортсмен                                            | Дисципліна                     | Результат | Місце   | Результат   | Місце        | Результат  | Місце      | Результат    | Місце        |
| ---------------------------------------------------- | ------------------------------ | --------- | ------- | ----------- | ------------ | ---------- | ---------- | ------------ | ------------ |
| Ден Амуке                                            | 100 м, чоловіки                | 10.76     | 5       | не пройшов  | не пройшов   | не пройшов | не пройшов | не пройшов   | не пройшов   |
| Джон Мвебі                                           | 100 м, чоловіки                | 10.60     | 4       | не пройшов  | не пройшов   | не пройшов | не пройшов | не пройшов   | не пройшов   |
| Ден Амуке                                            | 200 м, чоловіки                | 21.53     | 4 Q     | —           | не фінішував | не пройшов | не пройшов | не пройшов   | не пройшов   |
| Джуліус Санг                                         | 400 м, чоловіки                | 45.24     | 1 Q     | 45.92       | 2 Q          | 45.30      | 1 Q        | 44.92        | 3            |
| Чарльз Асаті                                         | 400 м, чоловіки                | 45.16     | 1 Q     | 46.04       | 1 Q          | 45.47      | 4 Q        | 45.13        | 4            |
| Муньоро Ньямау                                       | 400 м, чоловіки                | 46.33     | 3 Q     | 46.80       | 4            | не пройшов | не пройшов | не пройшов   | не пройшов   |
| Майк Бойт                                            | 800 м, чоловіки                | 1:47.3    | 1 Q     | Н/Д         | Н/Д          | 1:45.9     | 1 Q        | 1:46.01      | 3            |
| Роберт Оуко                                          | 800 м, чоловіки                | 1:47.4    | 1 Q     | Н/Д         | Н/Д          | 1:47.6     | 1 Q        | 1:46.53      | 5            |
| Томас Саїсі                                          | 800 м, чоловіки                | 1:48.5    | 5       | Н/Д         | Н/Д          | не пройшов | не пройшов | не пройшов   | не пройшов   |
| Кіпчоге Кейно                                        | 1500 м, чоловіки               | 3:40.0    | 1 Q     | Н/Д         | Н/Д          | 3:41.2     | 1 Q        | 3:36.8       | 2            |
| Майк Бойт                                            | 1500 м, чоловіки               | 3:42.2    | 1 Q     | Н/Д         | Н/Д          | 3:41.3     | 1 Q        | 3:38.4       | 4            |
| Космас Сілеї                                         | 1500 м, чоловіки               | 3:52.0    | 7       | Н/Д         | Н/Д          | не пройшов | не пройшов | не пройшов   | не пройшов   |
| Бен Джипчо                                           | 5000 м, чоловіки               | 13:56.8   | 32      | Н/Д         | Н/Д          | Н/Д        | Н/Д        | не пройшов   | не пройшов   |
| Пол Моуз                                             | 5000 м, чоловіки               | 13:41.4   | 16      | Н/Д         | Н/Д          | Н/Д        | Н/Д        | не пройшов   | не пройшов   |
| Еванс Могака                                         | 5000 м, чоловіки               | 14:37.2   | 3       | Н/Д         | Н/Д          | Н/Д        | Н/Д        | не пройшов   | не пройшов   |
| Пол Моуз                                             | 10000 м, чоловіки              | 28:18.74  | 5 q     | Н/Д         | Н/Д          | Н/Д        | Н/Д        | 29:02.87     | 13           |
| Річард Джума                                         | 10000 м, чоловіки              | 29:13.0   | 11      | Н/Д         | Н/Д          | Н/Д        | Н/Д        | не пройшов   | не пройшов   |
| Нафталі Тему                                         | 10000 м, чоловіки              | 30:19.6   | 12      | Н/Д         | Н/Д          | Н/Д        | Н/Д        | не пройшов   | не пройшов   |
| Річард Джума                                         | марафон, чоловіки              | Н/Д       | Н/Д     | Н/Д         | Н/Д          | Н/Д        | Н/Д        | не фінішував | не фінішував |
| Білл Коскеї                                          | 400 м з бар'єрами, чоловіки    | 50.58     | 4       | Н/Д         | Н/Д          | не пройшов | не пройшов | не пройшов   | не пройшов   |
| Майк Муреї                                           | 400 м з бар'єрами, чоловіки    | 51.63     | 5       | Н/Д         | Н/Д          | не пройшов | не пройшов | не пройшов   | не пройшов   |
| Фатвелл Кімаїйо                                      | 400 м з бар'єрами, чоловіки    | 51.23     | 6       | Н/Д         | Н/Д          | не пройшов | не пройшов | не пройшов   | не пройшов   |
| Кіпчоге Кейно                                        | 3000 м з перешкодами, чоловіки | 8:27.6    | 2 Q     | Н/Д         | Н/Д          | Н/Д        | Н/Д        | 8:23.6 OR    | 1            |
| Бен Джипчо                                           | 3000 м з перешкодами, чоловіки | 8:31.6    | 1 Q     | Н/Д         | Н/Д          | Н/Д        | Н/Д        | 8:24.6       | 2            |
| Амос Бівот                                           | 3000 м з перешкодами, чоловіки | 8:23.8    | 1 Q, OR | Н/Д         | Н/Д          | Н/Д        | Н/Д        | 8:33.6       | 6            |
| Чарльз Асаті Муньоро Ньямау Роберт Оуко Джуліус Санг | естафета 4×400 м, чоловіки     | 3:01.27   | 2 Q     | Н/Д         | Н/Д          | Н/Д        | Н/Д        | 2:59.83      | 1            |
| Текла Чемабваї                                       | 400 м, жінки                   | 53.38     | 4 Q     | 53.54       | 7            | не пройшла | не пройшла | не пройшла   | не пройшла   |
| Черено Маїйо                                         | 800 м, жінки                   | 2:04.86   | 5       | Н/Д         | не пройшла   | не пройшла | не пройшла | не пройшла   |              |
| Черено Маїйо                                         | 1500 м, жінки                  | 4:20.9    | 9       | Н/Д         | не пройшла   | не пройшла | не пройшла | не пройшла   |              |

Польові дисципліни
| Спортсмен     | Дисципліна                  | Кваліфікація | Кваліфікація | Фінал      | Фінал      |
| Спортсмен     | Дисципліна                  | Результат    | Місце        | Результат  | Місце      |
| ------------- | --------------------------- | ------------ | ------------ | ---------- | ---------- |
| Патрік Онянго | потрійний стрибок, чоловіки | 14.74        | 30           | не пройшов | не пройшов |

## Стрільба
| Спортсмен         | Дисципліна                                    | Фінал     | Фінал |
| Спортсмен         | Дисципліна                                    | Результат | Місце |
| ----------------- | --------------------------------------------- | --------- | ----- |
| Леонард Булл      | швидкісний пістолет, 25 м                     | 548       | 55    |
| Пітер Лоренс      | швидкісний пістолет, 25 м                     | 533       | 58    |
| Джон Гарун        | пістолет, 50 м                                | 512       | 54    |
| Абдул Рахман Омар | пістолет, 50 м                                | 474       | 58    |
| Дісмус Оньєго     | малокаліберна гвинтівка з трьох позицій, 50 м | 1063      | 60    |
| Джон Мугато       | малокаліберна гвинтівка з трьох позицій, 50 м | 1040      | 64    |
| Дісмус Оньєго     | малокаліберна гвинтівка лежачи, 50 м          | 590       | 56    |
| Саймон Екено      | малокаліберна гвинтівка лежачи, 50 м          | 583       | 79    |
| Майкл Карр-Гартлі | трап                                          | 178       | 39    |
| Браян Карр-Гартлі | трап                                          | 165       | 51    |

## Хокей на траві
Груповий турнір
Група B
| Поз | Команда         | І | В | Н | П | ГЗ | ГП | РГ  | О  | Кваліфікація          |
| --- | --------------- | - | - | - | - | -- | -- | --- | -- | --------------------- |
| 1   | Індія           | 7 | 5 | 2 | 0 | 25 | 8  | +17 | 12 | у півфінали           |
| 2   | Нідерланди      | 7 | 5 | 1 | 1 | 20 | 9  | +11 | 11 | у півфінали           |
| 3   | Велика Британія | 7 | 4 | 1 | 2 | 15 | 10 | +5  | 9  | змагання за 5-8 місця |
| 4   | Австралія       | 7 | 3 | 2 | 2 | 18 | 8  | +10 | 8  | змагання за 5-8 місця |
| 5   | Нова Зеландія   | 7 | 2 | 3 | 2 | 16 | 11 | +5  | 7  | змагання за 9 місце   |
| 6   | Польща          | 7 | 2 | 2 | 3 | 12 | 12 | 0   | 6  | змагання за 11 місце  |
| 7   | Кенія           | 7 | 1 | 1 | 5 | 8  | 17 | −9  | 3  | змагання за 13 місце  |
| 8   | Мексика         | 7 | 0 | 0 | 7 | 1  | 40 | −39 | 0  | змагання за 15 місце  |

| 27 серпня 1972 |     |       |  |
| Польща         | 1–0 | Кенія |  |
|                |     |       |  |

| 28 серпня 1972 |     |       |  |
| Австралія      | 3–1 | Кенія |  |
|                |     |       |  |

| 30 серпня 1972 |     |       |  |
| Нідерланди     | 5–1 | Кенія |  |
|                |     |       |  |

| 31 серпня 1972 |     |                 |  |
| Кенія          | 0–2 | Велика Британія |  |
|                |     |                 |  |

| 2 вересня 1972 |     |       |  |
| Індія          | 3–2 | Кенія |  |
|                |     |       |  |

| 3 вересня 1972 |     |       |  |
| Нова Зеландія  | 2–2 | Кенія |  |
|                |     |       |  |

| 4 вересня 1972 |     |         |  |
| Кенія          | 2–1 | Мексика |  |
|                |     |         |  |

Змагання за 5-8 місця
|  | Cross-overs     | Cross-overs     |   |           | за 5-6 місця          | за 5-6 місця |  |
|  |                 |                 |   |           |                       |              |  |
|  | 7 вересня       |                 |   |           |                       |              |  |
|  | Австралія       | 2               |   |           |                       |              |  |
|  | Малайзія        | 1               |   |           |                       |              |  |
|  |                 |                 |   |           |                       |              |  |
|  |                 |                 |   |           | 9 вересня             |              |  |
|  |                 |                 |   |           | Австралія (овер-тайм) | 2            |  |
|  |                 | Велика Британія | 1 |           |                       |              |  |
|  |                 |                 |   |           |                       |              |  |
|  |                 |                 |   |           |                       |              |  |
|  |                 |                 |   |           | за 7-8 місця          |              |  |
|  | 7 вересня       | 7 вересня       |   | 9 вересня | 9 вересня             |              |  |
|  | Іспанія         | 0               |   | Іспанія   | 2                     |              |  |
|  | Велика Британія | 2               |   |           | Малайзія              | 1            |  |